# Adam Wade

Erste Single – erster Erfolg: Tell Her for Me

Adam Wade (* 17. März 1935 als Patrick Henry Wade in Pittsburgh, Pennsylvania; † 7. Juli 2022 in Montclair, New Jersey) war ein US-amerikanischer Popmusik-Sänger und Schauspieler.

## Künstlerische Laufbahn

### Sänger
Wade wuchs im Pittsburgher Stadtteil East Liberty auf und besuchte die Westinghouse High School. Dort sang er im Schulchor und blies Trompete in der Schulband. Sein vorrangiges Interesse galt jedoch dem Basketball, wo er Leistungen zeigte, die ihm zu einem Sportstipendium der Virginia State University verhalf. Nach seinem Schulabschluss in Westinghouse 1952 spielte Wade im Basketballteam der Virginia State University und wurde bald zum Mannschaftskapitän ernannt. Von Virginia wechselte er zu einem Studium an die University of Pittsburgh und arbeitete dort ab 1958 als Laborant. Abends trat er im Pittsburgh Playhouse auf, wo er Frontsänger einer Musikproduktion wurde.
1959 bat ein Pittsburgher Schulfreund Wade, für ihn eine Demoversion bei der New Yorker Schallplattenfirma Coed Records vorzutragen. Der Song des Schulfreundes fiel zwar durch, aber Wade wurde ein Plattenvertrag angeboten. Im November wurde mit ihm der Song Tell Her for Me aufgenommen. Der Titel hielt Einzug in die Hot 100 des Musikmagazins Billbord, wo er bis zum Platz 66 aufstieg. Das brachte ihm Auftritte in den New Yorker Nightclubs Living Room und Copacabana ein. Lob erhielt er von den Stars Frank Sinatra and Eddie Fisher. Im Laufe des Jahres 1960 ließ sich Wade in New York nieder. In rascher Folge produzierte Coed weitere Singles mit ihm, außerdem erschien im Juni 1960 Wades erstes Musikalbum And Then Came Adam. Nach drei weiteren Hot-100-Notierungen mit den Plätzen 58, 64 und 74 kam 1961 der Durchbruch in die Top 10 der Charts. Im Frühjahr erreichte Wade mit dem Titel Take Good Care of Her Platz sieben, im Sommer mit The Writing on the Wall Platz fünf und Platz zehn mit As If I Didn't Know. Im Herbst des Jahres spielte er noch zwei weitere Charttitel ein, die auf den Rängen 61 und 94 landeten.
Obwohl Wade damit bereits zum erfolgreichsten Interpreten des Coed-Labels avanciert war, verließ er 1962 die Plattenfirma und unterschrieb einen Schallplattenvertrag beim New Yorker Label Epic Records. Dort erschien bereits im Juli 1962 die erste Single. Doch weder mit dieser noch mit mehreren anderen Veröffentlichungen konnte Wade an die zurückliegenden Erfolge anknüpfen. Erst Anfang 1965 konnte er mit Platz 88 in den Hot 100 für die Coverversion von Elvis Presleys Erfolgssongs Crying in the Chapel einen bescheidenen letzten Erfolg verbuchen. Nachdem sein Vertrag bei Epic ausgelaufen war, veröffentlichte Wade bei Warner Bros. noch drei Singles und beendete danach für längere Zeit seine Schallplattenkarriere. 1977 veröffentlichte er noch einmal ein Musikalbum mit dem Titel Adam Wade bei Kirshner Records. Mit seiner Frau betrieb er ab 1983 in New Jersey die Musik-Produktionsfirma Songbirds.

### Schauspieler
Ende der 1960er Jahre verlagerte Wade seine Aktivitäten auf die Theaterbühne und die Film- und Fernsehstudios. Er trat in den Musicals Hallelujah, Baby, Guys and Dolls und The Color Purple auf. Er übernahm Rollen in den auch in Deutschland aufgeführten Filmen Straße zum Jenseits, Das Phantom im Paradies oder Liebesgrüße aus dem Jenseits. Ebenfalls zu sehen war Wade unter anderem in den in Deutschland ausgestrahlten TV-Serien FBI, Kojak – Einsatz in Manhattan oder Polizeirevier Hill Street. 1975 wurde Adam Wade mit Musical Chairs erster afro-amerikanischer Moderator einer US-Spielshow.

## US-Charts bei Billboard
| Einstieg   | Titel                    | Hot 100 | Wochen |
| ---------- | ------------------------ | ------- | ------ |
| 11.01.1960 | Tell Her for Me          | 66      | 07     |
| 14.03.1960 | Ruby                     | 58      | 08     |
| 20.06.1960 | I Can't Help It          | 64      | 07     |
| 21.11.1960 | Gloria's Theme           | 74      | 06     |
| 13.03.1961 | Take Good Care of Her    | 07      | 14     |
| 15.05.1961 | The Writing on the Wall  | 05      | 11     |
| 19.06.1961 | Point of No Return       | 85      | 04     |
| 24.07.1961 | As If I Didn't Know      | 10      | 10     |
| 18.09.1961 | Tonight I Won't Be There | 61      | 07     |
| 02.10.1961 | Linda                    | 94      | 01     |
| 30.01.1965 | Crying in the Chapel     | 88      | 03     |

## US-Diskografie

### Vinyl-Singles
| A/B-Seite                                                                  | Katalog-Nr.  | veröffentl. |
| -------------------------------------------------------------------------- | ------------ | ----------- |
|                                                                            | Coed         |             |
| Tell Her for Me / Don't Cry My Love                                        | 520          | 11/1959     |
| Ruby / Too Far                                                             | 526          | 02/1960     |
| I Can't Help It / I Had the Craziest Dream                                 | 530          | 05/1960     |
| Speaking of Her / Black Out the Moon                                       | 536          | 10/1960     |
| For the Want of Your Love / In Pursuit of Happiness                        | 539          | 11/1960     |
| Gloria's Theme / Dreamy                                                    | 541          | 11/1960     |
| Sleepy Time Gal / Take Good Care of Her                                    | 546          | 01/1961     |
| The Writing on the Wall / Point of No Return                               | 550          | 05/1961     |
| As If I Didn't Know / Playin' Around                                       | 553          | 07/1961     |
| Tonight I Won't Be There / Linda                                           | 556          | 09/1961     |
| Cold Cold Winter / Preview of Paradise                                     | 560          | 01961       |
| How Are Things in Lover's Lane / It's Good to Have You Back with Me        | 565          | 01/1962     |
| The Prisoner's Song / Them There Eyes                                      | 566          | 01962       |
| For the First Time in My Life / Little Miss Lovely                         | 567          | 04/1962     |
|                                                                            | Epic         |             |
| I'm Climbin' the Wall / They Didn't Believe Me                             | 9521         | 07/1962     |
| There'll Be No Teardrops Tonight / Here Comes the Pain                     | 9557         | 10/1962     |
| Don't Let Me Cross Over / Rain from the Skies                              | 9566         | 01/1963     |
| Why Do We Have to Wait So Long / Teenage Mona Lisa                         | 9590         | 04/1963     |
| Let's Make the Most of a Beautiful Thing / Theme from „Irma La Douce“ 9609 | 06/1963      |             |
| Does Goodnight Mean Goodbye / Charade                                      | 9639         | 11/1963     |
| Seven Loves for Seven Days / Whisper Away                                  | 9659         | 01/1964     |
| When April Smiles At Me / Pencil and Paper                                 | 9686         | 01964       |
| Crying in the Chapel / Broken Hearted Stranger                             | 9752         | 12/1964     |
| A Lover's Question / It's Been a Long Time Comin'                          | 9771         | 03/1965     |
| Garden in the Rain / Play Some Music for Broken Hearts                     | 9808         | 06/1965     |
| The Time of Dreams / Garden of Eden                                        | 9840         | 09/1965     |
| Solitude / How Can I Leave You?                                            | 10024        | 06/1966     |
| A Man Alone / Wheels on the Highway                                        | 10112        | 12/1966     |
|                                                                            | Warner Bros. |             |
| Julie on My Mind / With an Exception                                       | 7068         | 08/1967     |
| Everybody Is Looking for That Someone / Maybe                              | 7179         | 03/1968     |
| Rome / Old Devil Moon                                                      | 7225         | 08/1968     |

### Langspielplatten
| Titel                      | Katalog-Nr. | veröffentl. |
| -------------------------- | ----------- | ----------- |
| And Then Came Adam         | Coed 902    | 06/1960     |
| Adam and Evening           | Coed 903    | 02/1961     |
| One Is a Lonely Number     | Epic 24026  | 10/1962     |
| What Kind of Fool Am I     | Epic 26044  | 02/1963     |
| A Very Good Year for Girls | Epic 24056  | 08/1963     |

## Film und Fernsehen

### Filmrollen
- 1971: Shaft
- 1972: Come Back, Charleston Blue
- 1972: Across 110th Street (Straße zum Jenseits)
- 1973: Jagd auf linke Brüder (Gordon's War)
- 1974: Crazy Joe
- 1974: Claudine
- 1974: Phantom of the Paradise (Das Phantom im Paradies)
- 1981: Texas Lightning
- 2004: Brother to Brother
- 2014: Drug Affected

### Fernsehrollen
- 1966: Tarzan
- 1969: FBI, Serie
- 1970: Adam-12
- 1974: Nicky's World
- 1976: Sanford and Son
- 1976: Street Killing
- 1976: Police Woman (Make-Up und Pistolen)
- 1977: Sanford Arms
- 1977: Kojak (Kojak – Einsatz in Manhattan, Serie)
- 1978: Good Times (Serie)
- 1978: What's Happening (Serie)
- 1979: Uptown Saturday Night
- 1979: The Jeffersons (Die Jeffersons, Serie)
- 1979: B.J. and the Bear (B.J. und der Bär, Serie)
- 1979: Sheriff Lobo (Serie)
- 1979: The Dukes of Hazzard (Ein Duke kommt selten allein, Serie)
- 1979: The Super Globetrotters (Serie)
- 1981: Hill Street Blues (Polizeirevier Hill Street, Serie)
- 2004: Law & Order